# Sophie Wolf (Politikerin)
Sophie Anna Wolf (* 12. Mai 1891 in Graz; † 4. Juli 1964 in Graz) war eine österreichische Politikerin (ÖVP). Sie war Abgeordnete zum Landtag Steiermark sowie Mitglied der Bundesleitung des Österreichischen Arbeitnehmerinnen- und Arbeitnehmerbunds (ÖAAB).
Sophie Wolf besuchte die Volks- und die Bürgerschule in Graz. Sie erwarb anschließend das Diplom an der Lehrerbildungsanstalt und wurde Schuldirektorin. Für die Österreichische Volkspartei war sie von 1945 bis 1957 Landtagsabgeordnete in der Steiermark. Außerdem war sie Mitglied des Präsidiums des steirischen ÖAAB und Mitglied der Bundesleitung des ÖAAB.